# 창자간막
인체 해부학에서 장을 뒤배벽에 연결하는 기관인 창자간막(mesentery, 장간막)은 배막의 이중 주름을 구성한다.

## 추가 이미지

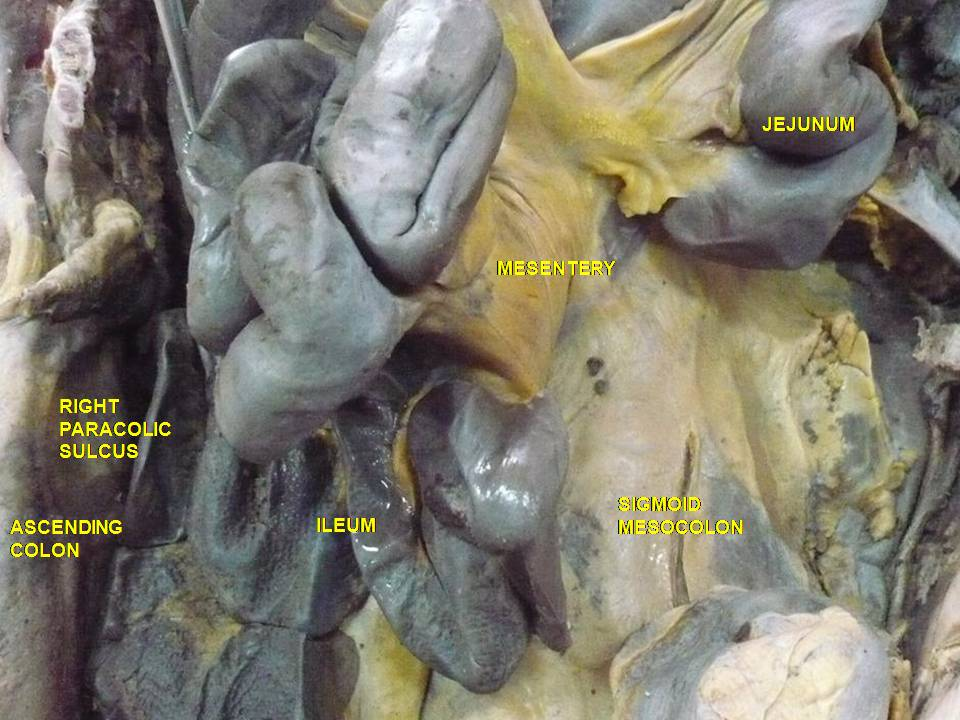
Mesenteric relation of intestines. Deep dissection. Anterior view.

## 같이 보기
- 복막
- 위의 굽이
- 그물막
- 배벽